# 魏大勋
魏大勛（1989年4月12日—），曾用名魏興文，吉林省吉林市人，中國男演員、歌手，畢業於中央戲劇學院07級表演本科班。2008年，出演首部電視劇《蘇菲日記》正式進入演藝圈。2013年，主演校園青春情感劇《一又二分之一的夏天》。2014年，簽約韓國經紀公司JYP娛樂。2015年，獲得「亞洲影響力·東方盛典」最具潛力新人獎。2016年，在其主演的民國穿越劇《相愛穿梭千年2：月光下的交換》中一人分飾兩角引起關注。2017年，結束與韓國公司的合約後自組個人工作室。他也是《快樂大本營》及《明星大偵探》和《密室大逃脫第一季》常駐嘉賓。2023年，因飾演《我的人間煙火》裡孟宴臣的角色而備受關注。2024年，憑藉《志願軍：雄兵出擊》提名第37屆大眾電影百花獎最佳男配角。

## 演艺经历
2008年，出演林俊辰執導的青春互動偶像劇《蘇菲日記》，在劇中飾演溫柔浪漫的護花使者肖楠，這是他的首部影視劇作品，從而正式進入演藝圈。
2010年10月20日，其主演的革命歷史劇《毛岸英》在CCTV-1首播，而他在劇中則飾演了毛澤東與楊開慧的兒子毛岸青，並因此受到關注。
2011年，與林熙越、閔春曉、張琛合作主演年代傳奇劇《送瘟神》（原名《紙船明燭照天燒》），在劇中飾演血防大隊醫生來懷沙；隨後，出演了花箐執導的家庭喜劇《辣椒與泡菜》，在劇中飾演女主角李猜猜的前男友季風；同年9月23日，其出演的革命戰爭電影《辛亥革命》上映，而他在片中則飾演了清末革命家吳玉章；同年，出演漆銳執導的都市時尚網絡劇《新拼住時代》（又名《拼居》） ；之後，與萬弘傑、章婷婷、陳偉棟合作主演青春勵志劇《警校生》，在劇中飾演身手矯健的狙擊手段黎；此外，他還出演了張澤鳴執導的愛情電影《非常之戀》，並在片中飾演了帥氣多金的男主角五一。
2012年，出演陳健執導的諜戰劇《伏弩》，在劇中飾演柔情十足卻為了個人理想而背離正途的李南，這也是他首次在影視劇嘗試反派角色；同年，出演劉毅然執導的年代傳奇劇《犛牛歲月》，在劇中飾演紅軍連長楊大勛；之後，出演楊陽執導的都市情感劇《今夜天使降臨》。
2013年，出演黃明昇、馬華幹執導的民國傳奇劇《城市獵人》，在劇中飾演偽造高手范洪齡；同年，與Nichkhun、徐璐、蔣勁夫合作主演中韓合拍的校園青春情感劇《一又二分之一的夏天》，在劇中飾演經濟管理系大三學生馬俊才。 
2014年5月23日，魏大勛正式簽約JYP娛樂成為旗下簽約藝人 ；同年，與范逸臣、毛曉彤、楊洋合作主演勵志愛情電影《我是奮青》，在片中飾演老實敦厚的蹭住男何西；隨後，出演黃琇娥執導的劇情電影《握緊你的手》（原名《春天裡》），在片中飾演因找不到工作而來到農村當村官的男主角李剛。
2015年7月10日，其主演的青春校園電影《梔子花開》上映；同年，與陳偉霆、唐藝昕、冉旭合作主演家庭情感劇《因為愛情有幸福》，在劇中飾演女主角路小楠的表弟歐陽天宇，與唐藝昕飾演一對姐弟；之後，出演王利興執導的諜戰劇《蝶影》（原名《灰雁》），在劇中飾演看上去冷酷無情、實則重情重義的男主角張子墨；同年11月，獲得“亞洲影響力·東方盛典”最具潛力新人獎。
2016年，3月參演江蘇衛視明星戀愛真人秀節目《我們相愛吧第二季》與李沁組情侶，11月16日，與文詠珊、郭雪芙、張籽沐合作主演民國穿越劇《相愛穿梭千年2：月光下的交換》，在劇中一人分飾二角，分別飾演了帥氣多金且風流倜儻的世亨集團公子哥孫祺龍、沉穩且儒雅且身手了得的青月西餐廳老闆張志剛。 
2017年1月20日，参加的芒果TV推理综艺节目《明星大侦探第二季》播出，同年9月22日《明星大侦探第三季》开播，并参与演唱了节目主题曲《无罪说》。2017年9月18日，與李昕芸共同主演的奇幻医疗剧《高能醫少》在愛奇藝首播。10月27日，与郭姝彤搭档主演的爱情喜剧电影《因为爱情》上映，在片中饰演对爱情很执着又很纠结的男主角离合；10月28日，参加的浙江卫视原创喜剧竞演综艺节目《喜剧总动员第二季》开播，最终获得总决赛冠军。
2017年11月6日，获得网易时尚年度跨界盛典最具潜力男演员奖；11月22日，获得第14届MAHB年度先生盛典年度新势力偶像奖；12月15日，作为风队成员参加的腾讯视频《王者荣耀》实景真人对抗赛节目《王者出击》播出。
2017年12月28日，改编自中国大陆漫画家壳小杀、左小翎的同名少女漫画的民国电视剧《一曲三笙》（原名《南烟斋笔录》）在横店影视城开机，该剧由导演刘海波执导，并由刘亦菲、井柏然、赵立新、魏大勋等领衔主演，魏大勋饰演赵信执一角。该剧于2018年6月15日杀青。
2018年，加入《二十四小時》第三季成為固定成員，並凭借着电视剧《青春警事》与《北京女子图鉴》入围电视剧大赏。
2018年6月，改编自韩国漫画《未生》的都市职场剧《平凡的荣耀》在上海开机，由白敬亭与赵又廷担纲主演，魏大勋特别出演。
2018年，作为“旅行小帮手”加入全新夫妻观察治愈综艺节目《妻子的浪漫旅行》，于2018年8月15日起每周三中午12:00在芒果TV播出。
2021年1月，作为“飞行音乐合伙人”参与录制的音乐竞技节目《天赐的声音》第二季在浙江卫视播出。
2023年7月，特別出演的消防都市劇《我的人間煙火》在湖南衛視播出，劇中飾演孟宴臣一角，憑藉該角被觀眾熟知且爆紅。
2024年7月，凭借在《志愿军：雄兵出击》中饰演的毛岸英一角提名第37屆大眾電影百花獎最佳男配角。

## 影視作品

### 電視劇/網絡劇
| 首播年份 | 中文名                          | 角色          | 备注                        |
| -------- | ------------------------------- | ------------- | --------------------------- |
| 2008年   | 《苏菲日记》第一季              | 肖楠          | 網絡劇                      |
| 2010年   | 《毛岸英》                      | 毛岸青        |                             |
| 2011年   | 《警校生》                      | 段黎          |                             |
| 2011年   | 《新拼住時代》                  | 主持人        |                             |
| 2012年   | 《辣椒与泡菜》                  | 季风          | 客串                        |
| 2013年   | 《今夜天使降临》                | 齐晋北        |                             |
| 2014年   | 《一又二分之一的夏天》          | 马俊才        |                             |
| 2014年   | 《城市猎人》                    | 范洪龄        |                             |
| 2014年   | 《女王派对》                    | 宋康昊        | 網絡劇                      |
| 2015年   | 《伏弩》                        | 李南          |                             |
| 2015年   | 《辦公室大爆炸》                | 刺蝟          | 網絡劇                      |
| 2016年   | 《百变五侠之我是大明星》        | 東瀛武士      | 網絡劇，客串                |
| 2016年   | 《因为爱情有幸福》              | 欧阳天宇      |                             |
| 2016年   | 《亲，向前冲！》                | 张十錦        |                             |
| 2016年   | 《相愛穿梭千年2：月光下的交換》 | 孙祺龙/张志刚 |                             |
| 2016年   | 《牦牛岁月》                    | 杨大勋        |                             |
| 2017年   | 《鲜肉老师》                    | 彪子          | 網絡劇，客串                |
| 2017年   | 《高能医少》                    | 华一龙        |                             |
| 2018年   | 《北京女子图鉴》                | 楊大赫        | 網絡劇，客串，第1、16集出現 |
| 2018年   | 《青春警事》                    | 唐一修        |                             |
| 2019年   | 《夜空中最闪亮的星》            | 流浪歌手      | 客串                        |
| 2020年   | 《特工别闹》                    | 张子墨        | 網絡劇                      |
| 2020年   | 《平凡的荣耀》                  | 郝帥          | 特別出演                    |
| 2021年   | 《爱的理想生活》                | 段序          |                             |
| 2022年   | 《超时空大玩家》                | 张烨          | 網絡劇                      |
| 2022年   | 《關於唐医生的一切》            | 叶弈明        |                             |
| 2023年   | 《蝶影》                        | 张子墨        | 2015年拍攝                  |
| 2023年   | 《我的人间烟火》                | 孟宴臣        | 特別出演                    |
| 2023年   | 《送瘟神》                      | 來懷沙        | 2011年拍攝                  |
| 2023年   | 《特工任务》                    | 黄子诚        |                             |
| 2023年   | 《问苍茫》                      | 蔡和森        |                             |
| 2024年   | 《不讨好的勇气》                | 史野          | 網絡劇                      |
| 2025年   | 《人生若如初见》*               | 杨凯之        |                             |
| 待播     | 《抓紧时间爱》                  | 大卫          | 2012年拍攝                  |
| 待播     | 《一曲三笙》                    | 赵信执        | 2017年拍攝                  |
| 待播     | 《無罪之身》                    | 陸鳴          | 2024年拍攝                  |
| 待播     | 《无可替代》                    | 叶信之        | 特邀主演                    |

### 電影
| 首映年份 | 中文名               | 角色       | 备注     |
| -------- | -------------------- | ---------- | -------- |
| 2011年   | 《辛亥革命》         | 吴玉章     |          |
| 2012年   | 《非常之恋》         | 五一       |          |
| 2014年   | 《激浪青春》         | 龍舟隊成員 |          |
| 2015年   | 《握緊你的手》       | 李剛       |          |
| 2015年   | 《栀子花开》         | 张在昌     |          |
| 2015年   | 《我是奋青》         | 何西       |          |
| 2015年   | 《情敵蜜月》         | 玫瑰男     |          |
| 2016年   | 《減法人生》         | 關曉康     |          |
| 2017年   | 《麻烦家族》         | 文聪       |          |
| 2017年   | 《因为爱情》         | 离合       |          |
| 2019年   | 《小小的願望》       | 張正陽     |          |
| 2019年   | 《大約在冬季》       | 于枫       | 特別出演 |
| 2019年   | 《親愛的新年好》     | 仲要       |          |
| 2020年   | 《婚前故事》         | 陳為       |          |
| 2020年   | 《紧急救援》         | 霍達       |          |
| 2021年   | 《1921》             | 蔣介石     |          |
| 2023年   | 《志愿军：雄兵出击》 | 毛岸英     |          |
| 2024年   | 《来都来了》         | 廖斌       |          |
| 2025年   | 《天堂旅行團》       | 方块七     | 特邀出演 |
| 待上映   | 《喜鹊》             |            |          |

### 常駐綜藝
| 年份   | 日期                                                                                               | 電視臺           | 節目名稱                 | 備註                                                       |
| 2016年 | 3月20日－6月5日                                                                                    | 江蘇衛視         | 《我們相愛吧》第二季     | 與李沁組成清新CP                                           |
| 2016年 | 5月8日                                                                                             | 芒果TV           | 《明星大偵探》第一季     | 常駐嘉賓：第6期                                            |
| 2016年 | 11月20日－12月11日                                                                                 | 湖南衛視         | 《头号惊喜》             | 固定嘉賓                                                   |
| 2017年 | 1月20日、2月17日、3月10日、 3月17日、4月7日、4月14日                                               | 芒果TV           | 《明星大偵探》第二季     | 常駐嘉賓：第1、4、7-8、11-12期                             |
| 2017年 | 11月4日、12月9日、2018年1月6日、1月13日、1月20日                                                   | 浙江衛視         | 《喜劇總動員》第二季     | 第2、7、10-12期 (獲得總冠軍)                               |
| 2017年 | 11月17日、11月24日、12月8日、12月22日、12月19日                                                    | 芒果TV           | 《明星大偵探》第三季     | 常駐嘉賓：第3～4、6、8～9期                                |
| 2018年 | 2月2日－4月14日                                                                                    | 浙江衛視         | 《二十四小时》第三季     | 固定嘉賓                                                   |
| 2018年 | 8月15日－11月14日                                                                                  | 芒果TV           | 《妻子的浪漫旅行》       | 旅行小幫手                                                 |
| 2018年 | 11月1日－11月22日                                                                                  | 騰訊視頻         | 《超新星全運會》         | 固定嘉賓                                                   |
| 2018年 | 11月9日、11月23日、12月14日                                                                        | 芒果TV           | 《明星大偵探》第四季     | 常駐嘉賓：第2、4、7期                                      |
| 2019年 | 1月18日 - 3月1日                                                                                   | 腾讯视频         | 《終極高手》             | 榮耀經理人                                                 |
| 2019年 | 3月30日－6月22日                                                                                   | 芒果TV           | 《密室大逃脫》第一季     | 固定嘉賓                                                   |
| 2019年 | 4月25日、5月2日                                                                                    | 芒果TV           | 《妻子的浪漫旅行》第二季 | 副團長:第10~11期                                           |
| 2019年 | 5月4日－7月28日                                                                                    | 浙江衛視         | 《青春环游记》           | 固定嘉賓：第9、11、12期缺席錄製                            |
| 2019年 | 6月18日－8月20日                                                                                   | 腾讯视频         | 《我們長大了》           | 固定嘉賓                                                   |
| 2019年 | 8月2日－10月18日                                                                                   | 爱奇艺           | 《做家務的男人》         | 固定嘉賓                                                   |
| 2019年 | 11月27日 - 2020年2月12日                                                                           | 芒果TV           | 《妻子的浪漫旅行》第三季 | 旅行小助理：第4～14期                                      |
| 2019年 | 12月6日                                                                                            | 芒果TV           | 《明星大偵探》第五季     | 常駐嘉賓：第4、5期                                         |
| 2020年 | 4月28日－6月2日                                                                                    | 腾讯视频         | 《拜託了冰箱》第六季     | 代班主持：第1～6期                                         |
| 2020年 | 8月2日、8月9日、8月16日、9月20日、9月27日、 10月4日                                                |                  | 《極限挑戰寶藏行》       | 飛行嘉賓:第1~3期、8~10期                                   |
| 2021年 | 1月6日－4月7日                                                                                     | 優酷             | 《同一屋檐下》           | 固定嘉賓                                                   |
| 2021年 | 1月14日-15日、1月27日-28日、2月17日-18日、3月3日-4日                                               | 芒果TV           | 《明星大偵探》第六季     | 常駐嘉賓：演唱會、SP、第4、6、9、11期                      |
| 2021年 | 7月10日－9月15日                                                                                   | 愛奇藝           | 《奇異劇本鯊》           | 固定嘉賓                                                   |
| 2021年 | 8月14日、9月18日-10月23日                                                                          | 浙江卫视         | 《嗨放派》               | 固定嘉賓（第5期开始加入到第10期）                          |
| 2022年 | 2月19日－4月30日                                                                                   | 腾讯视频         | 《一往無前的藍》         | 固定嘉賓：第7、8期缺席錄製                                 |
| 2022年 | 6月4日-6月5日、6月11日-6月12日、6月18日-6月19日                                                    | 腾讯视频         | 《新遊記》               | 常駐嘉賓 :第8上下、9上下、10上下期                         |
| 2022年 | 8月6日－11月12日                                                                                   | 浙江卫视         | 《嗨放派》第二季         | 固定嘉賓                                                   |
| 2022年 | 8月12日－10月28日                                                                                  | 愛奇藝           | 《做家務的男人》第四季   | 固定嘉賓                                                   |
| 2022年 | 11月13日 - 2023年2月13日                                                                           | 湖南卫视         | 《我在你的未來嗎》       | 觀察嘉賓                                                   |
| 2023年 | 1月19日、2月9日-10日、2月16日-17日、3月9日-10日、3月16日-17日、4月13日-14日、4月20日               | 芒果TV           | 《明星大偵探》第八季     | 常駐嘉賓：演唱會、先導、第3、4、7、8、12期                 |
| 2023年 | 4月19日 - 6月24日                                                                                  | 爱奇艺           | 《一起露营吧》第二季     | 固定嘉賓                                                   |
| 2023年 | 8月20日-21日、8月27日-28日                                                                         | 腾讯视频         | 《現在就出發》           | 飛行嘉賓:第2、3期                                          |
| 2024年 | 1月18日、1月25日、2月14日-15日、2月21日-22日、2月28日-29日、3月13日-14日、3月27日-28日、4月3日-4日 | 芒果TV           | 《明星大偵探》第九季     | 常駐嘉賓：演唱會、先導、第1、2、3、5、7、8、12期、收官晚宴 |
| 2024年 | 3月23日、3月30日、4月6日、4月20日                                                                  | 湖南卫视、芒果TV | 《我們仨》               | 固定嘉賓                                                   |
| 2024年 | 5月15日                                                                                            | 芒果TV           | 《魔方新世界》           |                                                            |
| 2025年 | 2月19日-20日、2月26日-27日、3月6日-12日、3月26日-27日、4月17日-18日、4月23日-24日、4月30日         | 芒果TV           | 《大侦探·拾光季》        | 常駐嘉賓：第3-5、7、10-12、收官晚宴                        |
| 2025年 | | 腾讯视频         | 《曠野星球》             |                                                            |

### 主持
| 年份   | 播出日期 | 播放平台 | 節目                     | 備註 |
| 2018年 | 12月30日 | 浙江衞視 | "領跑2019"愛你依舊演唱會 |      |

## 音樂作品

### 单曲
| 年份   | 歌曲名称               | 内容                                                                      |
| 2015年 | 再見再見               | 電影《梔子花開》畢業季推廣曲                                              |
| 2016年 | 像你这样的女孩         | 电视剧《因为爱情有幸福》插曲                                              |
| 2016年 | My Everything          | 电视剧《相爱穿梭千年2：月光下的交换》爱情主题曲                           |
| 2016年 | 没关系                 | 电影《减法人生》宣传曲                                                    |
| 2017年 | 無罪説                 | 綜藝《明星大偵探 第三季》主題曲 與何炅、撒貝寧、王鷗、鬼鬼(吳映潔)合唱    |
| 2017年 | 童話鎮                 | 為《明星大偵探 第三季 - 暗黑童話》 翻唱                                   |
| 2018年 | 強國一代有我在         | 五四青年節獻禮曲                                                          |
| 2018年 | 无论                   | 电视剧《青春警事》片尾曲                                                  |
| 2019年 | 我愛你中國             |                                                                           |
| 2019年 | 愛的陽光               | 助殘公益歌曲                                                              |
| 2019年 | 最后不会有悲伤         | 电影《小小的愿望》宣传曲                                                  |
| 2020年 | 孩子的梦               | 电视剧《平凡的荣耀》插曲                                                  |
| 2020年 | 放眼望去全都是你的影子 | 首支个人单曲                                                              |
| 2021年 | 思华年                 | 浙江省博物馆文物推广曲                                                    |
| 2021年 | 一萬年以後             | 為綜藝《明星大偵探 第六季 - 神奇的部落》 改編翻唱 《林俊傑 - 一千年以後》 |
| 2021年 | 致敬勇士               | 北京2022年冬奧會和冬殘奧會頒獎儀式推廣歌曲                                |
| 2022年 | 不完美                 | 网剧《超时空大玩家》片尾曲                                                |
| 2022年 | 最初的梦               | “中国人的故事-唱给你听”音乐项目                                           |
| 2022年 | 逆天                   | 動畫《神墓》主題曲                                                        |
| 2022年 | 劍膽春秋               | 光華韻律國寶音樂合輯——為國寶“越王勾踐劍”演唱                              |
| 2023年 | 光輝                   | 中國電影華表獎主題推廣曲                                                  |

### 專輯
| 專輯名稱       | 發行日期      | 曲目 |
| 《指縫裡的光》 | 2021年7月15日 | 1. 那天 2. Won't Love Again 3. 後來的後來 4. 那天（伴奏） 5. Won't Love Again（伴奏） 6. 後來的後來（伴奏） |

### MV演出
| 年份   | 合作歌手                 | 歌名                   | 導演         | 備註                   |
| 2011年 | Chloe Wang               | 《Uh Oh!》(中﹑英版本) | Jonathan Lim | 角色演出               |
| 2018年 | 張藝興、周冬雨等眾星合唱 | 《強國一代有我在》     | 張瞳瞳       | 五四青年節獻禮曲       |
| 2021年 | 張杰                     | 《值得更好的》         | 林孝謙       | 與張杰、趙麗穎共同演出 |

### 話劇演出
| 年份   | 日期               | 劇目                 | 備註                   |
| 2010年 |                    | 《婚事》             | 中戲07級表演系彙報表演 |
| 2010年 | 4月17日 - 4月26日  | 《軌道》             | 中戲07級表演系畢業話劇 |
| 2013年 | 11月19日 - 4月20日 | 《毛主席和他的長子》 |                        |

## 獎項及榮譽

### 獎項
| 年份   | 頒獎典禮                     | 獎項                     | 結果 |
| 2015年 | 2015亚洲影响力东方盛典       | 最具潜力新人奖           | 獲獎 |
| 2015年 | 时尚星秀2015年度星秀人物盛典 | 新人奖                   | 獲獎 |
| 2017年 | 网易时尚年度跨界盛典         | 最具潜力男演员奖         | 獲獎 |
| 2017年 | 第十四届MAHB年度先生盛典     | 年度新势力偶像奖         | 獲獎 |
| 2017年 | 新浪2017风格大赏             | 年度突破艺人獎           | 獲獎 |
| 2018年 | UNO YOUNG 2018盛典           | 年度影响力男演员奖       | 獲獎 |
| 2019年 | cosmo 时尚美丽盛典           | “传承·爱”年度人物        | 獲獎 |
| 2022年 | 第十四届國劇盛典             | 年度优秀演員             | 獲獎 |
| 2022年 | 2022鳳凰網時尚盛典           | 年度時尚藝               | 獲獎 |
| 2023年 | 首屆中國電視劇年度盛典       | 年度突破男演員           | 提名 |
| 2023年 | 愛奇藝尖叫之夜               | 年度青年男演員           | 獲獎 |
| 2023年 | 智族GQ MOTY年度人物盛典      | 年度突破演員             | 獲獎 |
| 2023年 | 騰訊娛樂白皮書年度盛典       | 年度電視劇觀眾喜愛男演員 | 獲獎 |
| 2023年 | 騰訊娛樂白皮書年度盛典       | 年度綜藝觀眾喜愛藝人     | 獲獎 |
| 2024年 | 2023微博之夜                 | 微博年度熱度演員         | 獲獎 |
| 2024年 | 第37屆大眾電影百花獎         | 最佳男配角               | 提名 |
| 2025年 | 2024微博之夜                 | 微博年度魅力演員         | 獲獎 |

### 榮譽
| 年份   | 獎項名稱                                   | 結果   |
| 2019年 | 福布斯2019中国名人榜                       | 第85名 |
| 2019年 | 福布斯中國30歲以下精英榜                   | 不適用 |
| 2019年 | 第六屆中國電視好演員優秀演員（綠組男演員） | 不適用 |
| 2020年 | 福布斯2020中国名人榜                       | 第56名 |

## 備註
1. ↑  《人生若如初见》曾於2022年7月18日在爱奇艺平台上线6集剧集，但1小时后撤下

## 外部連結
- 魏大勋的新浪微博
- 魏大勋的Instagram帳戶
- 魏大勋在豆瓣上的资料（简体中文）